# Горн'ї Іг
Горн'ї Іг (словен. Gornji Ig) — поселення в общині Іг, Осреднєсловенський регіон, Словенія. Висота над рівнем моря: 288,3 м.